# Embolanthera spicata
Embolanthera spicata là một loài thực vật có hoa trong họ Hamamelidaceae. Loài này được Merr. miêu tả khoa học đầu tiên năm 1909.